# Черните рамки
„Черните рамки“ е български 5-сериен телевизионен игрален филм (криминален) от 1988 година на режисьора Генчо Генчев, по сценарий на Григор Григоров и Евгени Константинов. Оператор е Борис Янакиев. Музиката във филма е композирана от Вили Казасян. Редактор - Никола Киров, а художник на филма е Йорданка Пейчева.
Филмът е направен в 2 варианта в 5 и в 3 серии.
Работно заглавие на филма „След 20 години.

## Серии (Първи вариант)
- 1. серия – „Едно момче и един лев“ – 59 минути
- 2. серия – „Липсващите страници“ – 56 минути
- 3. серия – „Рисковано решение“ – 56 минути
- 4. серия – „Нови затруднения“ – 58 минути
- 5. серия – „Черните рамки“ – 63 минути [3].

## Серии (Втори вариант)
- 1. серия – „Едно момче и един лев“ – 61 минути
- 2. серия – „Рисковано решение“ – 62 минути
- 3. серия – „Черните рамки“ – 62 минути [4].

## Актьорски състав
| Изпълнител          | Роля                                                                |
| ------------------- | ------------------------------------------------------------------- |
| Борис Луканов       | полковник Димитров                                                  |
| Пламена Гетова      | Юлия Касабова, социолог и философ, любовница на Борисов             |
| Димитър Буйнозов    | генерал Радев                                                       |
| Антоний Генов       | доцент Делирадев, близък приятел на Олга и Кирил                    |
| Стефан Данаилов     | Кирил Борисов, съпруг на Олга Райнова, генерален директор във фирма |
| Веселин Прахов      | момчето                                                             |
| Стойчо Мазгалов     | Коста Гинев, кримиален престъпник / Джон Ривърс, свръзка на Борисов |
| Лиляна Миладинова   | Олга Райнова, оперна певица                                         |
| Любомир Бъчваров    | майор Геров                                                         |
| Драгомир Стойков    | ст. лейтенант Велев, помощник на полк. Димитров                     |
| Татяна Масалитинова |                                                                     |
| Добри Добрев        |                                                                     |
| Владимир Русинов    |                                                                     |
| Гизо Вайсбах        |                                                                     |
| Ренате Хаймер       |                                                                     |
| Елена Харизанова    |                                                                     |
| Лиляна Ковачева     |                                                                     |
| Димитър Кочмаров    |                                                                     |
| Томас Путенсен      |                                                                     |
| Стоян Стоев         | доцент Стаменов – „Марци“                                           |